# Ньивенхёйзен, Эф
Эвертье (Эф) Ньивенхёйзен (нидерл. Evertje (Eef) Nieuwenhuizen; 20 мая 1937 — 22 июня 2005) — нидерландская шашистка, чемпионка Нидерландов 1975 года по международным шашкам.

## Спортивная биография
В 18 лет Эф Ньивенхёйзен стала выступать за клуб WSDV из Вагенингена. Одиннадцать раз сыграла в финалах чемпионатов Нидерландов, заняв первое место в 1975 году, второе в 1974, 1977 и 1982 годах, третье в 1973 и 1981 годах. 
Трижды участвовала на чемпионатах мира: 1974 (4 место), 1980 (9 место), 1981 (7 место).
В 1975 году ей было присвоено звание мастер ФМЖД среди женщин.
Фактически завершила карьеру в 1983 году, не сыграв более в топовых соревнованиях.
FMJD-Id: 10601